# Gimme Shelter (Lied)
Gimme Shelter ist ein Lied der britischen Rockband The Rolling Stones. Es erschien im Dezember 1969 auf Let It Bleed und wurde zunächst Gimmie Shelter geschrieben, alle weiteren Aufnahmen der Rolling Stones sowie die Coverversionen verwenden aber die allgemein üblichere Form Gimme Shelter.

## Entstehung und Veröffentlichung
Geschrieben wurde das Lied von den beiden Rolling-Stones-Mitgliedern Mick Jagger und Keith Richards. Für die Produktion zeichnete Jimmy Miller verantwortlich.
Die Erstveröffentlichung von Gimme Shelter erfolgte am 5. Dezember 1969 als Teil von Let It Bleed bei Decca Records (Katalognummer: Lk 5025), dem achten Studioalbum der Rolling Stones. Im November 1970 erschien das Lied als einzige Singleauskopplung aus dem Album. Diese erschien in seiner Standardausführung als 7″-Single mit der B-Seite Love in Vain (Katalognummer: London TOP-1656). In Frankreich erschien eine Ausführung mit der B-Seite Country Honk (Katalognummer: Decca 86.124).

## Inspiration und Aufnahmen
Richards hatte die Idee zum Stück in London, während Jagger am Film Performance arbeitete. Der Song beginnt mit einer Rhythmus-Gitarren-Einleitung: Variationen über die absteigende Akkordfolge Cis-Dur, H-Dur, A-Dur. Die Atmosphäre wird zudem von dem gospelartigen Hintergrundchor geprägt. Mit dem Einsatz des Schlagzeugs und den ersten Tönen des Sängers Mick Jagger wird das Stück dann zum zeittypischen Rock-Song.
Über die Aufnahme sagte Jagger in einem Interview mit dem Rolling Stone 1995:

„Es war eine sehr raue, sehr gewalttätige Ära. Der Vietnamkrieg. Überall Gewalt im Fernsehen, Plünderungen und Brände. Und Vietnam war kein Krieg, wie wir ihn im konventionellen Sinne kannten.“

Über das Lied selbst sagte er: „Es ist eine Art Ende-der-Welt-Lied, wirklich. Es ist die Apokalypse; die ganze Platte ist so.“
Der Text handelt von der Suche nach Schutz (shelter ‚Schutz, Deckung, Obdach‘) vor einem heranziehenden Sturm. Er beschwört eine bedrohliche Kulisse apokalyptischer Krise, in der Verwüstung, Vergewaltigung und Mord gleich nah erscheinen wie die Kraft der Liebe.

“Oh, a storm is threat’ning, My very life today;
If I don’t get some shelter, Oh yeah, I’m gonna fade away

War, children, it’s just a shot away, It’s just a shot away;
War, children, it’s just a shot away, It’s just a shot away”

Die zweite Stimme wird von der Gastsängerin Merry Clayton gesungen. Die Aufnahmen fanden im Februar und März 1969 im Londoner Olympic Sound Studios statt. Claytons Part wurde in Los Angeles aufgenommen. Der von den Rolling Stones häufig verpflichtete Studiomusiker Nicky Hopkins spielte das Klavier.

## Rezeption
Das Stück wird vielfach als beste Arbeit der Rolling Stones angesehen. So schrieb der Rolling-Stone-Autor Greil Marcus über den Song, „Die Stones haben nie etwas Besseres gemacht“, und in ihrem Artikel der 100 besten Rolling-Stones-Songs listete die Zeitschrift Rolling Stone es ebenfalls auf den ersten Platz.
Der Song gilt unter vielen Musikjournalisten und Kritikern überdies als einer der bisher besten Songs. Wiederum vom Rolling Stone wurde das Lied auf Platz 38 der 500 besten Songs aller Zeiten gewählt.

## Kommerzieller Erfolg

### Chartplatzierungen
| ChartsChartplatzierungen     | Höchstplatzierung | Wochen |
| ---------------------------- | ----------------- | ------ |
| Vereinigtes Königreich (OCC) | 76 (2 Wo.)        | 2      |

### Auszeichnungen für Musikverkäufe
| Land/Region                  | Auszeichnungen für Musikverkäufe (Land/Region, Auszeichnung, Verkäufe) | Verkäufe  |
| ---------------------------- | ---------------------------------------------------------------------- | --------- |
| Australien (ARIA)            | 3× Platin                                                              | 210.000   |
| Italien (FIMI)               | Gold                                                                   | 25.000    |
| Spanien (Promusicae)         | Gold                                                                   | 30.000    |
| Vereinigtes Königreich (BPI) | 2× Platin                                                              | 1.200.000 |
| Insgesamt                    | 2× Gold · 5× Platin ·                                                  | 1.465.000 |

Hauptartikel: The Rolling Stones/Auszeichnungen für Musikverkäufe

## Trivia
Die Rolling Stones stellten das Stück als Begleitmusik zu dem im November 2008 unter prominenter Unterstützung durch Ben Affleck für das Flüchtlingshilfswerk der Vereinten Nationen (UNHCR) gedrehten Video zur Lage der kongolesischen Flüchtlinge zur Verfügung.
Gimme Shelter ist auch der Titel für den dokumentarischen Musikfilm, der die USA-Tournee der Rolling Stones im Jahr 1969 dokumentiert. Bei dem Altamont Free Concert wurde ein Zuschauer von einem als Ordner eingesetzten Mitglied der Hells Angels erstochen, nachdem er eine Schusswaffe gezogen hatte und auf die Band schießen wollte.
Der US-amerikanische Regisseur, Drehbuchautor und Produzent Martin Scorsese verwendete das Stück regelmäßig in seinen Filmen. In Scorseses dokumentarischem Konzertfilm Shine a Light über die Rolling Stones wird es jedoch nicht gespielt.

## Coverversionen
Etliche Musiker und Bands haben das Lied gecovert, so unter anderem Josefus (Album Dead Man 1970), Grand Funk Railroad (Album Survival 1971), Mitch Ryder, die Goo Goo Dolls (Album JED, 1989), Jimmy Somerville & Voice of the Beehive (Putting Our House in Order-Projekt, 1993), die The Sisters of Mercy (12″-Single Temple Of Love, MRX027 1983) sowie Tom Jones & New Model Army (Maxi-CD), The Hellacopters (Album Cream of the Crap Vol. 1), Turbonegro (Album Small Feces Volume 1 & 2), Stereophonics (Album Pass the Buck), Patti Smith (Twelve, 2007), Puddle of Mudd (Album "Re(Disc)overed" 2011) und Pain.
Eine Coverversion vom irischen Folksinger Paul Brady, welche er mit den Forest Rangers eingespielt hat, wurde für die US-amerikanische TV-Serie Sons of Anarchy verwendet. Das Lied, welches auf dem ersten Soundtrack der Serie zu finden ist, wurde zum Ende der finalen Folge der zweiten Staffel gespielt.
Von der Band Freygang gibt es eine deutschsprachige Coverversion mit dem Titel „Gib mir Deckung“.